# Eglė Žygelytė
Eglė Žygelytė (Vilnius, 11 maggio 1984) è un'ex cestista lituana.

## Carriera
Con la Lituania ha disputato i Campionati europei del 2009.